# Nesotragus
Nesotragus é um gênero de mamíferos bovídeos, da subfamília Antilopinae. Faz parte da tribo Neotragini, juntamente com o gênero Neotragus,  Contém apenas duas espécies, o antílope-anão (Nesotragus batesi) e o suni (Nesotragus moschatus).